# Тургау
Ту̀ргау (на немски: Thurgau; на френски: Argovie; на италиански: Argovia; на романшки: Argovia) е кантон в североизточна Швейцария. Столица и главен град е Фрауенфелд. Населението му е 238 316 (по данни от 2007), което го поставя на 13-о място по население сред останалите кантони.

## География
На север Тургау граничи с Боденското езеро, отвъд което са Германия и Австрия. Река Рейн образува границата на кантона на североизток. На юг е кантонът Санкт Гален, а на запад Цюрих и Шафхаузен.
Територията на Тургау е 991 km² и включва 3 основни хълмисти района. Един от тях се простира на север успоредно на Боденското езеро. Вторият хълмист терен е между поречията на реките Тур и Мург. Третият образува южната граница на кантона и се слива с планината Хорнил в Пре-Алпите.

## История
В праисторически времена земите на кантона са населени от представители на културата Фин. В рамките на
Римската империя е част от провинцията Ретия (Raetia) до 450 година, когато
по тази територия се заселват германските племена алемани. За пръв път едва в началото на 8 век
кантонът е обединен политически, ставайки част от Франкската империя. По това време обаче границите на кантона все още не обхващат днешните и се променят много често. Първоначално територията на кантона е по-голяма, но към края на Средновековието намалява. Дуковете от рода Церинген и Кубург завладяват по-голямата част от Тургау. Град Цюрих е част от кантона до 1218. От 1264 на власт идват Хабсбургите, но са заместени от рода Тогенбург към 1460. През тази година Тургау става територия, подчинена на 7-те швейцарски кантона (Цюрих, Люцерн, Ури, Швиц, Унтервалден, Цуг и Гларус).
По време на Реформацията в Швейцария, както католиците, така и протестантите се опитват да привлекат населението на Тургау на своя страна. През 1524 местни селяни окупират катедралата Итинген като унищожават документите в нея и разрушават подземните винарски изби, монасите са изгонени. В периода от 1526 до 1531 по-голямата част от населението приема новата реформирана вяра. Със загубата във войната на Капел (1531) доминиращата роля на протестантите в политическия живот на кантона намалява. След подписването на първия мирен договор от Капел се гарантира свободата на вероизповедание – католическо или протестантски религии. Религиозното напрежение в Тургау става една от причините за първата война от Велмерген (1656), през която за кратко Цюрих окупира Тургау.
През 1798 Тургау за пръв път става част от Швейцарската република. От 1803 с Акта на посредничество от Наполеон се формира днешната Швейцарска конфедерация, а кантонът Тургау е включен в нея. Настоящата му конституция е от 1987 година.

## Икономика
Тургау е известен със селскостопанската си продукция и най-вече с отглеждането на ябълки, круши, плодове и зеленчуци. Многобройните овощни градини са основата на проиводството на сайдер (ябълково вино). Вино се произвежда в долината на река Тур.
Основната промишлена продукция включва тексилни изделия, печатарство и ръчни занаяти. Важни за икономиката на кантона са малките и средно големите производства. Много от тях са концентрирани около столицата Фрауенфелд.

## Демографски данни
Населението е основно немско. В религиозен аспект около 36% от него са католици, а 45% са протестанти. .